# Gilbert Orengo
Gilbert Jules Marius Felix Orengo (ur. 10 marca 1934 w Monako, zm. w 1990) – monakijski szermierz, olimpijczyk.
Uczestnik Letnich Igrzysk Olimpijskich 1960, na których wystąpił we florecie i szpadzie. W obu konkurencjach odpadł w fazie grupowej w pierwszej rundzie eliminacyjnej, wygrywając po 2 pojedynki w każdej z nich. We florecie pokonał Hiszpana Jesúsa Díeza i Wenezuelczyka Luisa Garcíę, natomiast w szpadzie Kubańczyka Abelardo Menéndeza i Kolumbijczyka Jaime Duque.
Brał udział w Igrzyskach Śródziemnomorskich 1955, jednak bez zdobyczy medalowych. W latach 1965–1966 był przewodniczącym Monakijskiej Federacji Szermierczej.